# Lambert Orkis

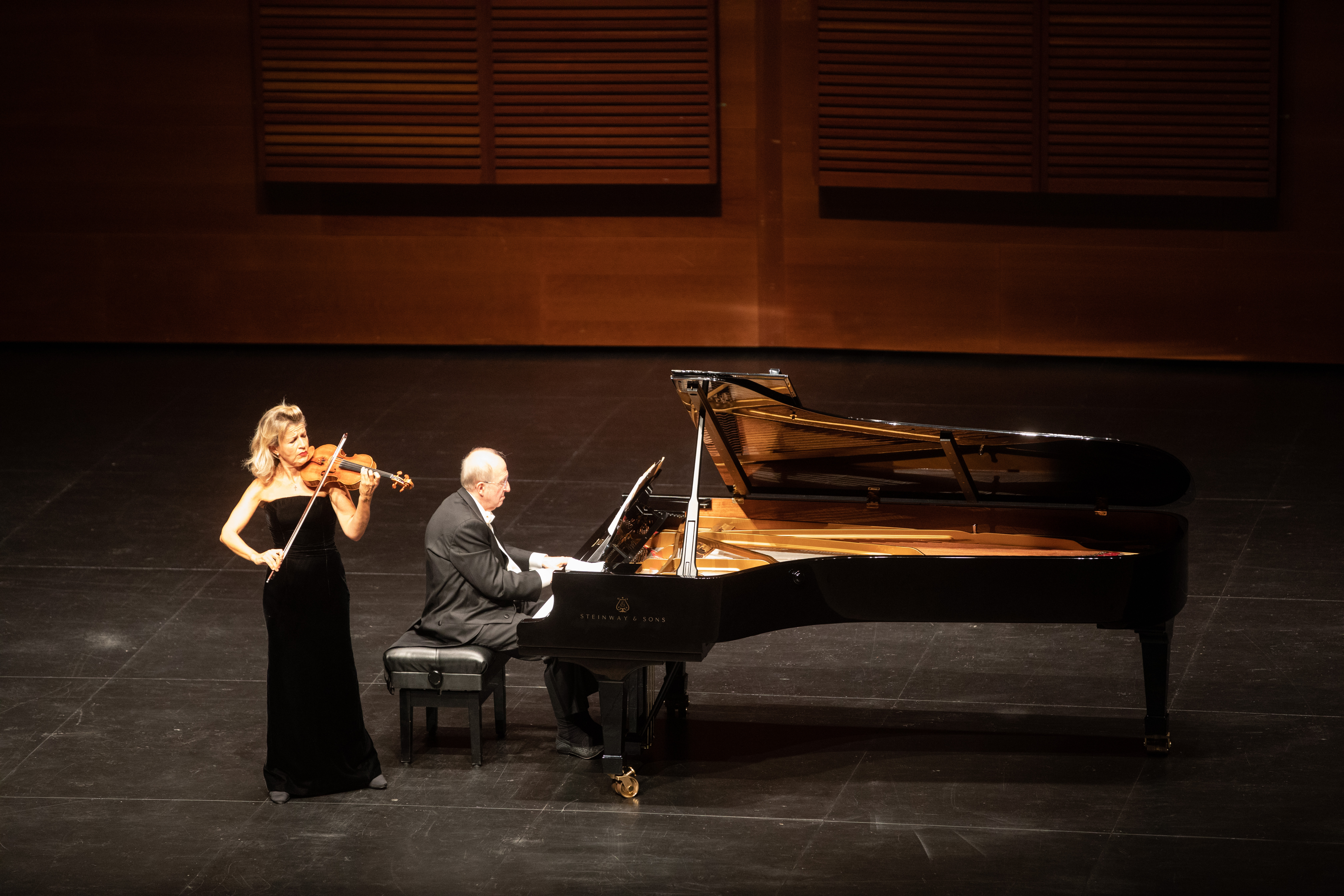
Lambert Orkis mit Anne-Sophie Mutter (2021)

Lambert Orkis (* 1946 in Philadelphia, PA) ist ein US-amerikanischer Pianist und Hochschullehrer.

## Leben
Der vielseitige Künstler tritt vorwiegend als Begleiter anderer Instrumentalisten und als Kammermusiker auf, aber auch als Solist. Er spielt sowohl auf historischen Instrumenten als auch auf modernen Flügeln. Seine Bandbreite reicht vom klassischen Repertoire bis zu zeitgenössischer Musik. Am Boyer College der Temple University in Philadelphia hat er eine Professur inne.
Orkis hat als Kammermusiker mit den Cellisten Anner Bylsma, Lynn Harrell und Daniel Müller-Schott zusammengearbeitet sowie mit den Violinisten Jaap Schröder und Julian Rachlin. Den Cellisten Mstislaw Rostropowitsch begleitete er elf Jahre lang bei allen einschlägigen Konzertauftritten. Als Chefdirigent des National Symphony Orchestra in Washington schuf Rostropowitsch eigens für Orkis die Stelle des „Ersten Tasten-Instrumentalisten“ des Orchesters. Auch mit Orchestern unter Christoph Eschenbach, Rafael Frühbeck de Burgos und weiteren Dirigenten hat Orkis konzertiert.
Seit 1988 ist Orkis der Klavier-Begleiter der Violinistin Anne-Sophie Mutter bei deren Konzerten mit kammermusikalischem Repertoire (hauptsächlich Violinsonaten von Beethoven, Mozart, Brahms und Schubert). Für die bei der Deutschen Grammophon erschienenen Gesamtaufnahmen der Violinsonaten von Beethoven bzw. Mozart erhielten die beiden Interpreten einen Grammy bzw. den französischen Preis Choc de l’année – Le Monde de la musique.
Die Komponisten George Crumb, Richard Wernick und James Primrosch schufen Werke eigens für Lambert Orkis.